# Kurzer
Unter einem Kurzen (oder österreichisch und bayerisch: Stamperl) versteht man ein alkoholhaltiges Getränk, das in 2-cl- oder 4-cl-Gläsern serviert und zumeist in einem Zug getrunken wird. Als Kurzer kann eine Vielzahl an Getränken in Frage kommen, wie zum Beispiel Korn, Schnaps, Tequila, Ouzo oder Likör.
Mittlerweile hat sich für Kurzer auch der Anglizismus Shooter (von englisch to shoot für schießen) oder Shot (engl. Schuss) eingebürgert. Dort ist es oft ein Cocktail, der speziell angemischt und in kleinen Gläsern gereicht wird (Beispiel: Mexikaner, B52). In Österreich wird unter einem „Roten Kurzen“ in der Regel ein Gemisch aus rotem Wodka und Red Bull verstanden, ein „Schwarzer Kurzer“ ist Schwarzer Puschkin und Red Bull.

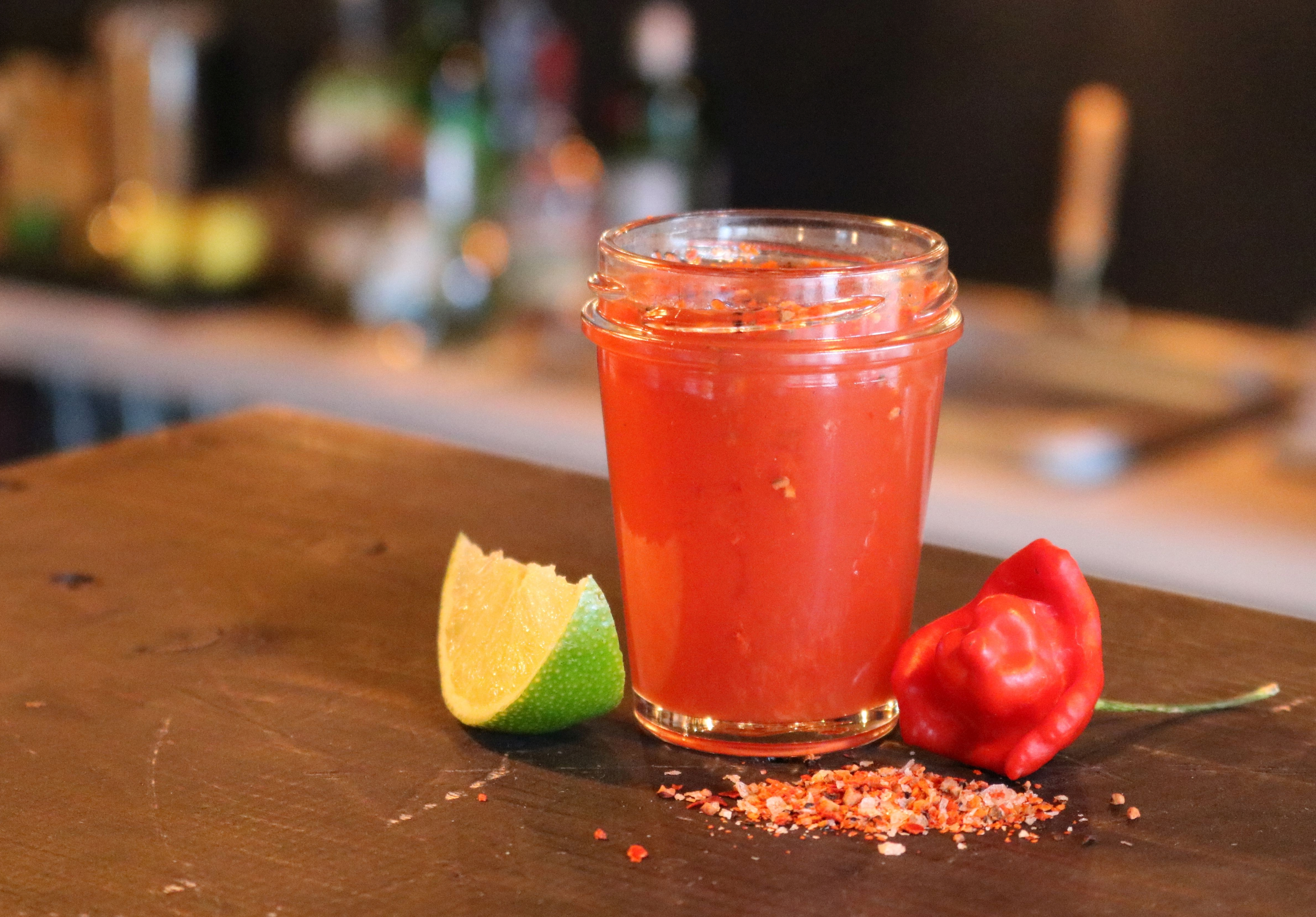
Mexikaner
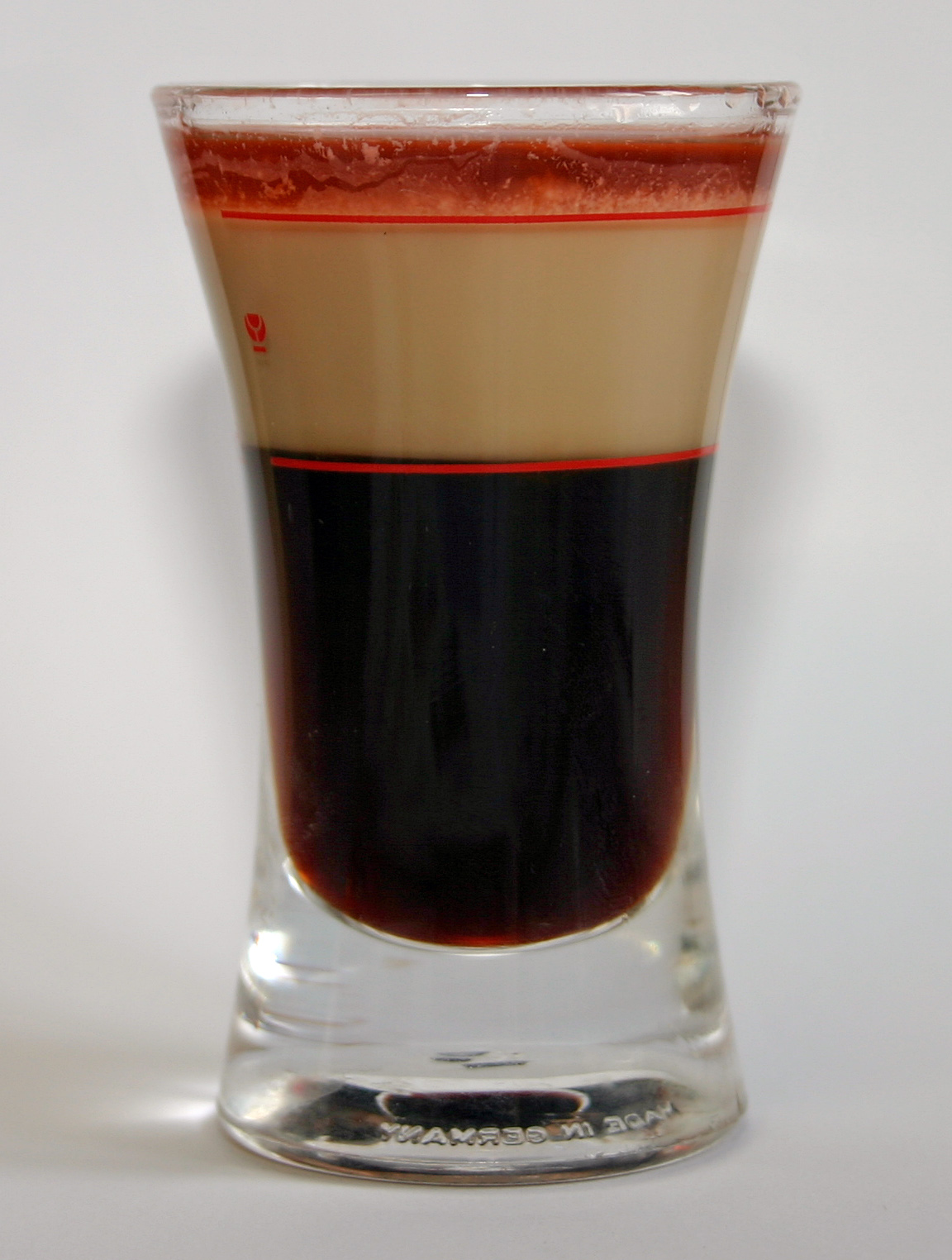
B52
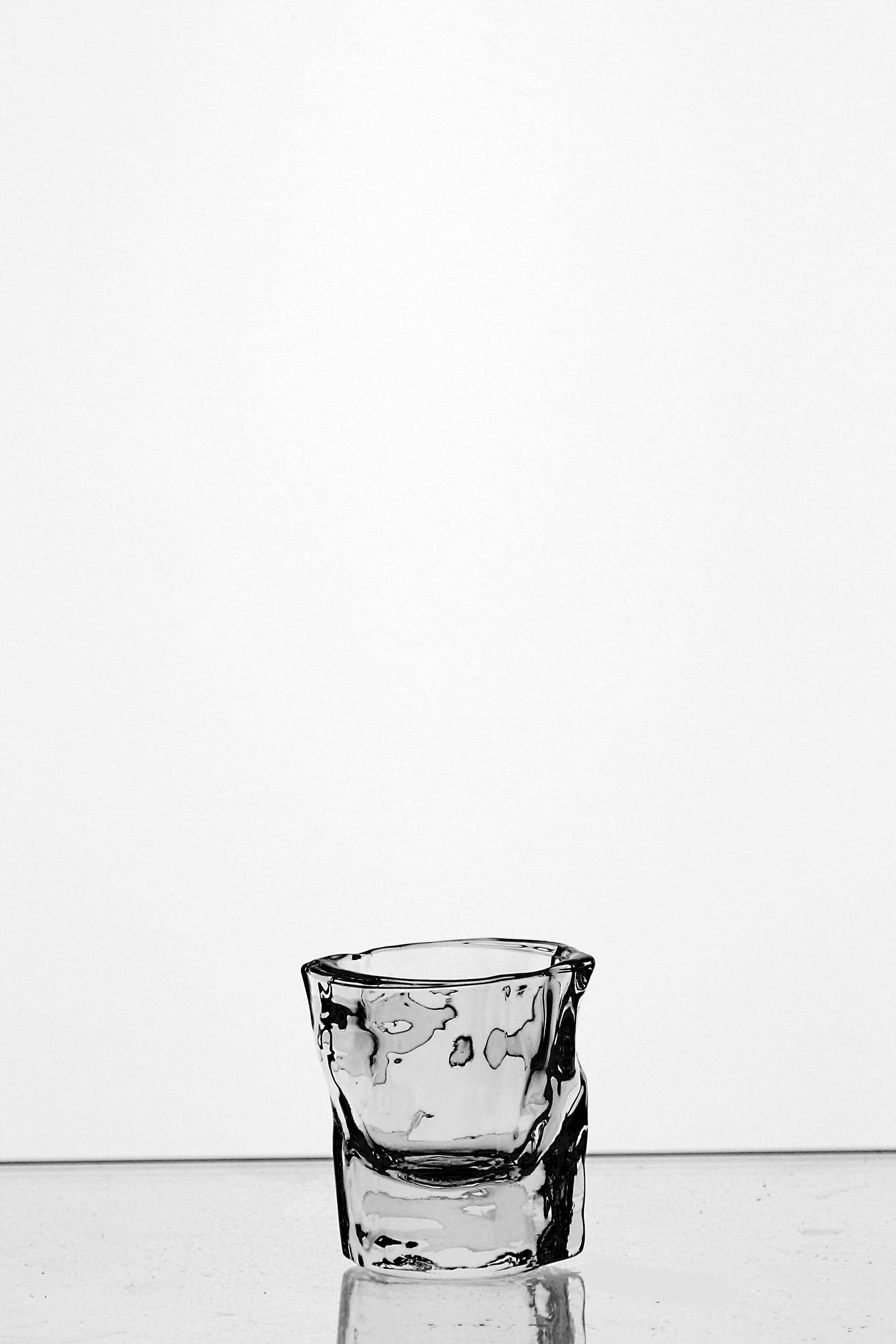
Shotglas in Eiswürfelform
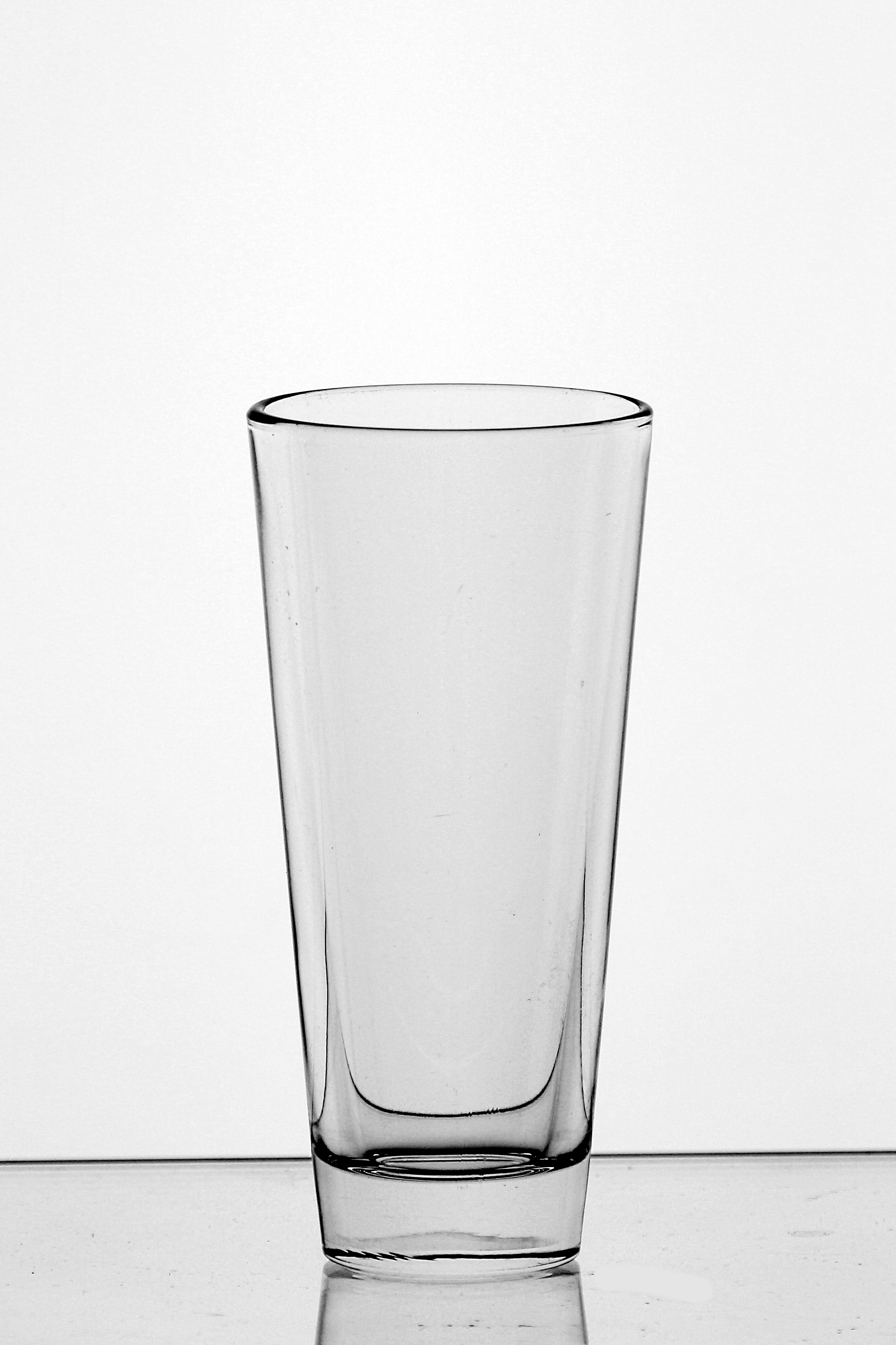
Zum Vergleich: großes Longdrinkglas